# Daan Meijers
Daan Meijers (Tilburg, 11 d'abril de 1991) és un ciclista neerlandès, professional des del 2013 i actualment a l'equip Delta Cycling Rotterdam.

## Palmarès
- 2014
  - 1r a la Ronde van Groningen
  - 1r a l'Omloop van de Veenkolonien
- 2015
  - 1r a la Ronde van Midden-Brabant
- 2016
  - 1r al Kernen Omloop Echt-Susteren
- 2017
  - Vencedor d'una etapa a l'An Post Rás